# Telefonplan (Stockholms tunnelbana)
Telefonplan ist eine oberirdische Station der Stockholmer U-Bahn. Sie befindet sich im Stadtteil Midsommarkransen. Des Weiteren liegt die ehemalige Konzernzentrale von Ericsson in unmittelbarer Nähe. Die Station wird von der Röda linjen des Stockholmer U-Bahn-Systems bedient. Sie zählt zu den eher mäßig frequentierten Stationen des U-Bahn-Netzes. An einem normalen Werktag steigen hier 10900 Pendler zu und um.
Die Station wurde am 5. April 1964 in Betrieb genommen, als der erste Abschnitt der Röda linjen zwischen T-Centralen und Fruängen eingeweiht wurde. Die Bahnsteige befinden sich oberirdisch. Die Station liegt zwischen den Stationen Midsommarkransen und Hägerstensåsen. Kurz nach der Ausfahrt befährt die U-Bahn den ca. 400 Meter langen Hägerstenstunnel. Bis zum Stockholmer Hauptbahnhof sind es etwa sechs Kilometer.